# Tomás Fonzi
Tomás Gonzalo Fonzi (Adrogué, Almirante Brown, provincia de Buenos Aires; 24 de agosto de 1981) es un actor argentino. Es el hermano menor de la actriz Dolores Fonzi.

## Carrera
Creció en Adrogué, Partido de Almirante Brown. Cursó estudios de actuación con Raúl Serrano de 1997 a 1999.Comenzó actuando en la telenovela juvenil Verano del 98, de Telefe, interpretando a Benjamín Vázquez, hasta 2000. Luego trabajó en Ilusiones, realizó trabajos en radio, como Los Esparos del Ñorse, y se lanzó también como cantante junto a Alfredo Alcón.
En 2000 formó parte del elenco de La tempestad en teatro.
 Una noche con Sabrina Love, de Alejandro Agresti, fue su primer largometraje, en el que interpreta a un adolescente que gana un sorteo para pasar una noche con la estrella porno del momento, Sabrina Love, interpretada por la actriz Cecilia Roth. También participó en el largometraje Nueve reinas, de Fabián Bielinsky, junto a Ricardo Darín, Gastón Pauls y Leticia Brédice.
En 2002 actuó en la telenovela Franco Buenaventura, el profe, y al año siguiente fue uno de los protagonistas de la telecomedia Costumbres argentinas. En cine coprotagonizó junto a Ricardo Darín y Cecilia Roth el filme Kamchatka. En 2003, inició su carrera internacional con la comedia juvenil española Slam.
Formó parte de Los Roldán, en su primera temporada en 2004, luego protagonizó la segunda temporada de Mosca & Smith con Fabián Vena y participó de la miniserie Soy tu fan.
En 2006 protagoniza junto a Gerardo Romano, Carolina Papaleo y Marcela Kloosterboer Doble venganza, por la que fue nominado al Martín Fierro. Participó en la segunda Temporada de Mujeres asesinas al lado de Romina Ricci en el capítulo Cecilia, hermana.
Entre 2009 y 2010 interpretó a Adrián "Anguila" Muñiz en Botineras, y protagonizó la película Paco por la que ganó el premio a Mejor Actor del Festival Iberoamericano de Lérida y fue nominado al Premio Cóndor de Plata como Actor Revelación en Cine. Posteriormente estuvo en dos de las películas más taquilleras de Argentina en los últimos tiempos.[¿cuál?]
México lo conoció de la mano del también actor, director y productor Santiago Ferrón (Ahijado de Carlos "El Indio" Solari, cantante de Los Redonditos de Ricota), donde realizó un tour con su banda de rock Mono Tremendo, teniendo el mayor éxito esperado y ganando el reconocimiento y cariño de la capital mexicana.
Hizo participaciones especiales en el 2011 en las ficciones Un año para recordar, Los Únicos y en Contra las cuerdas.
En el 2012 participó en la telecomedia Graduados.En el 2013 participó en los unitarios Historia clínica e Historias de diván. Luego integró los elencos de las tiras diarias Taxxi, amores cruzados y Somos familia.
En el 2014 protagoniza la obra de teatro Un día Nico se fue, junto a Marco Antonio Caponi siendo esta su debut en la comedia musical.
En 2015 regresa a Pol-ka interpretando a Máximo Ortiz, el villano de Esperanza mía, protagonizado por Lali Espósito y Mariano Martínez en la pantalla de El trece.

## Vida personal
Está en pareja con Leticia Lombardi, con quien tiene dos hijos: Violeta, nacida en 2010, y Teo Domingo, nacido en 2016.

## Cine
| Año  | Título                     | Papel                   | Notas            |
| ---- | -------------------------- | ----------------------- | ---------------- |
| 2000 | Una noche con Sabrina Love | Mario Daniel Montero    | Papel principal  |
| 2000 | Nueve reinas               | Federico                | Papel secundario |
| 2001 | 30/30                      | Forester                | Papel principal  |
| 2001 | Kamchatka                  | Lucas                   | Papel principal  |
| 2003 | Nadar solo                 | Tomás Forte             | Papel principal  |
| 2003 | Slam                       | Fito                    | Papel principal  |
| 2009 | Cómplices del silencio     | Carlos Gallo            | Papel principal  |
| 2009 | Rodney                     | Martín                  | Papel principal  |
| 2010 | Paco                       | Francisco Blanco "Paco" | Papel principal  |
| 2011 | Cruzadas                   | Mánager                 | Papel secundario |
| 2012 | No te enamores de mí       | Maxi                    | Papel principal  |
| 2013 | Olvidados                  | Antonio                 | Papel principal  |
| 2015 | Pájaros negros             | Mr. White               | Papel secundario |
| 2019 | Todo por el ascenso        | Rafael                  | Papel principal  |
| 2019 | El rocío                   |                         | Papel secundario |
| 2022 | El camino de los santos    | Carlos Portugal         | Papel principal  |

## Televisión
| Año       | Título                        | Personaje                                        | Canal         |
| --------- | ----------------------------- | ------------------------------------------------ | ------------- |
| 1998-2000 | Verano del 98'                | Benjamín Vázquez                                 | Telefe        |
| 2000-2001 | Ilusiones                     | Lucas Marzzano Ortiz                             | Canal 13      |
| 2001      | Tiempo final                  | Ruso "Ep41: Casa vacía"                          | Telefe        |
| 2002      | Franco Buenaventura, el profe | Diego Hernán Buenaventura                        | Telefe        |
| 2003      | Costumbres argentinas         | Gabriel Rosetti                                  | Telefe        |
| 2004-2005 | Los Roldán                    | Facundo Uriarte                                  | Telefe        |
| 2004-2005 | Mosca & Smith                 | Santiago Smith                                   | Telefe        |
| 2006      | Mujeres asesinas 2            | Luis "Ep: Cecilia, hermana"                      | Canal 13      |
| 2006      | Soy tu fan                    | Diego García                                     | Canal 9       |
| 2006-2007 | Doble venganza                | Manuel Ferrer                                    | Canal 9       |
| 2009      | Revelaciones                  | Mariano Pereira                                  | El Trece      |
| 2009-2010 | Botineras                     | Adrián "Anguila" Muñiz                           | Telefe        |
| 2010-2011 | Un año para recordar          | Iván Linares                                     | Telefe        |
| 2011      | Los Únicos                    | Joaquín Guerrico                                 | El Trece      |
| 2012      | Graduados                     | Miguel "Micky" Ribeiro                           | Telefe        |
| 2012      | Historía clínica              | Sebastián "Ep: Tita Merello, cuando yo me valla" | Telefe        |
| 2013      | Historias de diván            | Darío "Ep: Los celos de Darío"                   | Telefe        |
| 2013-2014 | Taxxi, amores cruzados        | Luca Nicolás Duarte                              | Telefe        |
| 2014      | Somos familia                 | Pedro Mancini                                    | Telefe        |
| 2014      | Viento Sur                    | Camilo Ludueña "Ep: Viento rojo"                 | América TV    |
| 2015-2016 | La casa del mar               | Teo                                              | Direc TV      |
| 2015-2016 | Esperanza mía                 | Máximo Ortiz                                     | El Trece      |
| 2016      | Loco por vos                  | Fernando                                         | Telefe        |
| 2017      | Fanny, la fan                 | Luciano "Tano" Ramos                             | Telefe        |
| 2018-2019 | Mi hermano es un clon         | Camilo Figueroa                                  | El Trece      |
| 2019      | Inconvivencia                 | Lucas Fernandez                                  | Telefe / Flow |
| 2022      | Dos 20                        | Elías "Ep: División de bienes"                   | TV Pública    |

| Año       | Título                         | Rol                      | Canal    |
| --------- | ------------------------------ | ------------------------ | -------- |
| 2021      | Experimentores                 | Conductor                | Pakapaka |
| 2021-2022 | MasterChef Celebrity Argentina | Participante – 2.° lugar | Telefe   |
| 2023      | Codigo Viaje                   | Conductor                | Telefe   |

## Teatro
| Año       | Obra                          | Dirección                                           |
| 2001      | La tempestad                  |                                                     |
| 2005      | Blanco sobre blanco           | Alejandro Mateo, Alfredo Rosenbaum e Ita Scaramuzza |
| 2006      | Novia con tulipanes           | Gonzalo Demaria                                     |
| 2011      | Código de familia             | Eva Halac                                           |
| 2013-2014 | Un día Nico se fue            | Ricky Pashkus                                       |
| 2014      | La nota mágica                | Ricky Pashkus                                       |
| 2015      | Esperanza mía en el Luna Park |                                                     |
| 2016      | Yiya, el musical              | Ricky Pashkus                                       |
| 2016-2017 | Abracadabra                   | Carlos Olivieri                                     |
| 2018-2019 | Locos por Luisa               | Carlos Olivieri                                     |
| 2019      | Perfectos desconocidos        | Guillermo Francella                                 |
| 2021      | La fiesta de los chicos       | Ricky Pashkus                                       |
| 2022      | La verdad                     | Ciro Zorzoli                                        |

## Premios y nominaciones
| Año  | Premio                            | Categoría                            | Participación              | Resultado |
| ---- | --------------------------------- | ------------------------------------ | -------------------------- | --------- |
| 2001 | Festival Iberoamericano de Lérida | Mejor Actor                          | Una noche con Sabrina Love | Ganador   |
| 2001 | Cóndor de Plata                   | Actor Revelación Masculina           | Una noche con Sabrina Love | Nominado  |
| 2008 | Martín Fierro                     | Actor protagonista de novela         | Doble venganza             | Nominado  |
| 2011 | Cóndor de Plata                   | Actor Revelación Masculina           | Paco                       | Nominado  |
| 2016 | Martín Fierro                     | Actor protagonista de ficción diaria | Esperanza mía              | Nominado  |
| 2017 | Premios VOS                       | Mejor Labor Destacada en Escena      | Abracadabra                | Ganador   |
| 2017 | Premios Carlos                    | Mejor Actor de Reparto               | Abracadabra                | Nominado  |